# Eudaronia
Eudaronia là một chi ốc biển, là động vật thân mềm chân bụng sống ở biển trong họ Turbinidae.

## Các loài
Các loài trong chi Eudaronia gồm có:
- Eudaronia aperta (Sykes, 1925)[2]
- Eudaronia biconcava (Thiele, 1925)
- Eudaronia jaffaensis (Verco, 1909)
- Eudaronia mikra Hoffman, Gofas & Freiwald, 2020
- † Eudaronia pusilla (Gründel, 2000)
- Eudaronia spirata Hoffman, Gofas & Freiwald, 2020